# Portret damy (obraz Rogiera van der Weydena)
Portret damy - obraz pędzla Rogiera van der Weydena, przykład późnogotyckiego malarstwa portretowego w Niderlandach. 
Portret został namalowane na desce dębowej techniką olejną. Przedstawia młodą kobietę na neutralnym ciemnogranatowym tle. 
Twarz damy dworu odznacza się delikatnymi rysami. Kobieta ma pełne zmysłowe usta i duże oczy. Wzrok kieruje zdecydowanie w dół przed siebie. Jej wysokie czoło i spięte do tyłu blond włosy przysłania przezroczysty o kolorze perłowym welon. Do tego elegancki ciemnobrązowy strój, złote elementy biżuterii nadają kobiecie wdzięku co podkreśla jej wytworność, a zarazem dworski charakter obrazu. 
Obraz ten charakteryzuje się dynamicznym układem płynnych diagonalnych linii, które wyznaczają nie tylko mocne linie welonu damy, lecz także zestawienie poszczególnych partii w całym obrazie. Jedna z linii, zaczynającą się u dołu, tworzy krawędź mankietu dworskiego stroju, dalej biegnie wzdłuż prawej linii dekoltu. Drugą linię wyznacza lewa część dekoltu i linia widocznego fragmentarycznie lewego rękawa. Linie stykają się na wysokości czerwonej poziomej przepaski, która jest silnym akcentem kolorystycznym, podczas gdy kolorystyka sukni jest bardzo ściszona i zlana z ciemnym tłem. 
Portrety Rogiera van der Weydena charakteryzują się licznymi wspólnymi cechami zarówno w koncepcji jak kompozycji. Kompozycja portretów Rogiera bazuje na geometrycznej strukturze, w którą wpisał w ujęciu en trois quatres siedzącą postać. Wspólnymi cechami są również ujęcie postaci w popiersiu, fragmentarycznie ukazane złożone najczęściej dłonie. Godne uwagi jest położenie nacisku na indywidualizację, zarówno wyeksponowanie cech indywidualnych w wyglądzie, jak i dyskretne zaznaczenie charakteru osoby. Według opinii niektórych badaczy ukazana w tym obrazie dama jest identyfikowana z nieślubną córką księcia Burgundii Filipa Dobrego - Marie de Valengin.